# NGC 2801
NGC 2801 est une galaxie spirale située dans la constellation du Cancer. NGC 2801 a été découverte par l'astronome allemand Albert Marth en 1865.

## Caractéristiques
Sa vitesse par rapport au fond diffus cosmologique est de 8 011 ± 20 km/s, ce qui correspond à une distance de Hubble de 118,2 ± 8,3 Mpc (∼386 millions d'al).
La classe de luminosité de NGC 2801 est III et elle présente une large raie HI.
En raison d'une brillance de surface égale à 14,10 mag/am2, on peut qualifier NGC 2801 de galaxie à faible brillance de surface (LSB en anglais pour low surface brightness). Les galaxies LSB sont des galaxies diffuses (D) avec une brillance de surface inférieure de moins d'une magnitude à celle du ciel nocturne ambiant.